# Ga Makomanai
Ga Makomanai (真駒内駅) là nhà ga tàu điện ngầm ở Minami, Sapporo, Hokkaido, Nhật Bản. Nhà ga được đánh số N16. Đây là nhà ga cuối ở phía nam của Tuyến Namboku.
Công viên Makomanai cách nhà ga khoảng 10 phút đi xe buýt hoặc 20 phút đi bộ.

## Bố trí ga
| Sân ga                                | Sân ga 1                                            | Tuyến Namboku (Ga cuối) |
| Sân ga đảo, cửa sẽ mở ở bên trái/phải |                                                     |                         |
| Sân ga 2                              | ← Tuyến Namboku đi N15 Jieitai-Mae (Hướng đi Asabu) |                         |
| G                                     | Mặt đất                                             | Lối vào/Lối ra          |

## Lịch sử
Nhà ga mở cửa vào ngày 16 tháng 12 năm 1971 cùng với thời điểm khai trương Tuyến Namboku từ này đến Ga Kita-Nijūyo-Jō.

## Xung quanh nhà ga
- Quốc lộ 453 (đến Date)
- Văn phòng Quận Minami
- Bảo tàng cá hồi Sapporo
- Công viên Makomanai
- Đấu trường băng Makomanai
- Sân vận động mở Makomanai
- Khu phức hợp đồn cảnh sát, Nam Makomanai
- Trung tâm mua sắm Mieux Cristal
- Ngân hàng Hokkaido, Makomanai